# Fausto Landini
Fausto Landini (né le 29 juillet 1951 à San Giovanni Valdarno en Toscane) est un joueur de football italien, qui jouait au poste d'attaquant, avant de devenir entraîneur.
Son frère aîné, Spartaco Landini, était également footballeur professionnel.

## Biographie
Il fait ses débuts en Série A emmené par Helenio Herrera à seulement 17 ans, le 1er décembre 1968 lors d'une victoire 2-1 de la Roma sur Bologne.
Avec la Roma, il dispute 9 matchs et inscrit 2 buts en Coppa Italia, ainsi que 8 matchs et un but en coupe des coupes.
Il part ensuite avec deux de ses coéquipiers, Fabio Capello et Luciano Spinosi, pour la Juventus, où il n'est que rarement utilisé et ne reste qu'une seule saison (disputant son premier match bianconero lors d'un 1-1 contre l'Hellas Vérone en coupe le 30 août 1970), avant de rejoindre Bologne pour quatre saisons. Très apprécié par l'entraîneur Bruno Pesaola, il forme un duo redoutable avec Beppe Savoldi. Il souffre ensuite de problèmes physiques, avant de partir pour Ascoli où il ne joue que très peu de matchs.
Il joue en tout 4 matchs et inscrit un but avec l'équipe d'Italie espoirs, disputant son premier match à Mantoue le 1er novembre 1969 (Italie – Hongrie, 2-1).
Il met fin à sa carrière de joueur en 1980, avant d'entreprendre par la suite une carrière d'entraîneur.
Au cours de la saison 1994/95, il entraîne la Colligiana en Série D, puis la primavera en 2004/2005 de Sienne, et enfin celle de la Sangiovannese en 2006/07.

## Palmarès
| AS Roma - Coupe d'Italie (1) : - Vainqueur : 1968-69. |  | Juventus - Coupe des villes de foires : - Finaliste : 1970-71. |  | Bologne - Coupe d'Italie (1) : - Vainqueur : 1973-74. |